# Omyomymar grisselli
Omyomymar grisselli är en stekelart som beskrevs av Schauff 1983. Omyomymar grisselli ingår i släktet Omyomymar och familjen dvärgsteklar. Inga underarter finns listade i Catalogue of Life.